# Грейстонс
Грейстонс (англ. Greystones; ирл. Na Clocha Liatha (На-Клоха-Лиаха)) — прибрежный город в графстве Уиклоу в Ирландии. Находится на берегу Ирландского моря, в 27 км к югу от Дублина и в 8 км от Брея.

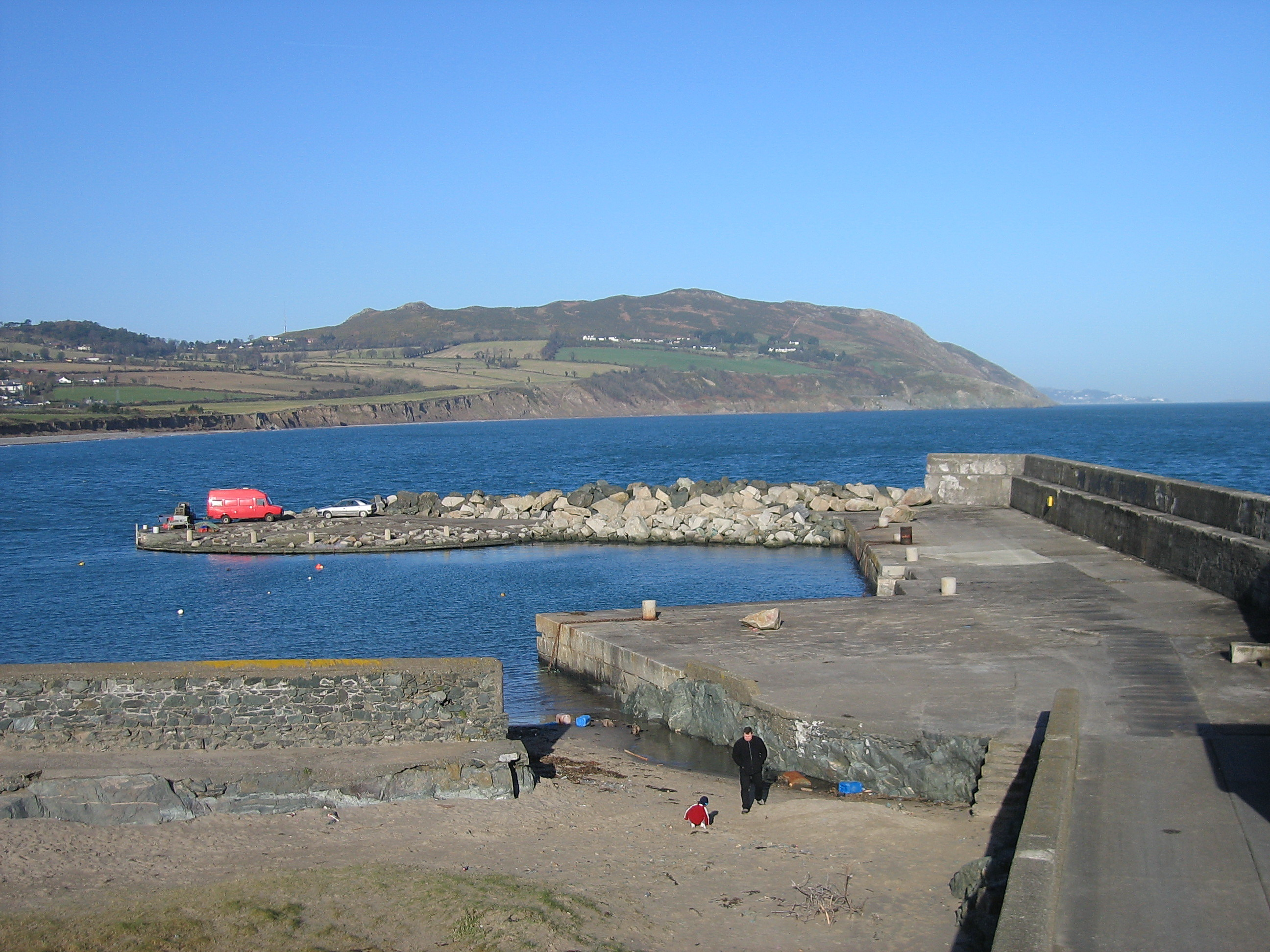
Порт Грейстоунс

Местная станция, открытая 30 октября 1855 года, является самым южным пунктом пригородной железной дороги DART.

## Демография
Население — 14 569 человек (по переписи 2006 года). В 2002 году население составляло 11 913 человек. При этом, население внутри городской черты (legal area) было 10 112, население пригородов (environs) — 4457.
Данные переписи 2006 года:
| Общие демографические показатели |               |                               |                               |      |      |
| Всё население                    | Всё население | Изменения населения 2002—2006 | Изменения населения 2002—2006 | 2006 | 2006 |
| 2002                             | 2006          | чел.                          | %                             | муж. | жен. |
| 11 913                           | 14 569        | 2656                          | 22,3                          | 7181 | 7388 |

В нижеприводимых таблицах сумма всех ответов (столбец «сумма»), как правило, меньше общего населения населённого пункта (столбец «2006»).
| Религия (Тема 2 — 5 : Число людей по религиям, 2006) |             |                |             |            |        |        |
| Католики, чел.                                       | Католики, % | Другая религия | Без религии | не указано | сумма  | 2006   |
| 11 035                                               | 75,7        | 2252           | 1111        | 171        | 14 569 | 14 569 |

| Этно-расовый состав (Этничность. Тема 2 — 3 : Постоянное население по этническому или культурному происхождению, 2006) |            |              |       |        |        |            |        |        |
| Белые ирландцы | Лухт-шулта | Другие белые | Негры | Азиаты | Другие | Не указано | сумма  | 2006   |
| 12 807 | 21         | 1072         | 35    | 137    | 157    | 174        | 14 403 | 14 569 |
| Доля от всех отвечавших на вопрос, %                                                                                   |            |              |       |        |        |            |        |        |
| 88,9 | 0,1        | 7,4          | 0,2   | 1,0    | 1,1    | 1,2        | 100    | 98,91  |

1 — доля отвечавших на вопрос о языке от всего населения.
| Владение ирландским языком (Тема 3 — 1 : Число людей от 3 лет и старше по способности говорить по-ирландски, 2006) |      |            |        |        |
| Владеете ли Вы ирландским языком?                                                                                  |      |            |        |        |
| Да | Нет  | Не указано | сумма  | 2006   |
| 5759 | 7913 | 240        | 13 912 | 14 569 |
| Доля от всех отвечавших на вопрос о языке, %                                                                       |      |            |        |        |
| 41,4 | 56,9 | 1,7        | 100    | 95,51  |

1 — доля отвечавших на вопрос о языке от всего населения.
| Использование ирландского языка (Тема 3 — 2 : Говорящие по-ирландски от 3 лет и старше по частоте использования ирландского языка, 2006) |                                                            |                                               |                                               |                                               |                                               |                                               |       |                                     |        |
| Как часто и где Вы говорите по-ирландски?                                                                                                |                                                            |                                               |                                               |                                               |                                               |                                               |       |                                     |        |
| ежедневно, только в образовательных учреждениях                                                                                          | ежедневно, как в образовательных учреждениях, так и вне их | в других местах (вне образовательной системы) | в других местах (вне образовательной системы) | в других местах (вне образовательной системы) | в других местах (вне образовательной системы) | в других местах (вне образовательной системы) | сумма | всего, отвечавших на вопрос о языке | 2006   |
| ежедневно, только в образовательных учреждениях                                                                                          | ежедневно, как в образовательных учреждениях, так и вне их | ежедневно                                     | каждую неделю                                 | реже                                          | никогда                                       | не указано                                    | сумма | всего, отвечавших на вопрос о языке | 2006   |
| 1570 | 100                                                        | 92                                            | 284                                           | 1894                                          | 1776                                          | 43                                            | 5759  | 13 912                              | 14 569 |
| Доля от всех отвечавших на вопрос о языке, %                                                                                             |                                                            |                                               |                                               |                                               |                                               |                                               |       |                                     |        |
| 11,3 | 0,7                                                        | 0,7                                           | 2,0                                           | 13,6                                          | 12,8                                          | 0,3                                           | 41,4  | 100                                 |        |

| Типы частных жилищ (Тема 6 — 1(a) : Число частных домовладений по типу размещения, 2006) |          |         |                 |            |       |        |
| Отдельный дом                                                                            | Квартира | Комната | Переносные дома | не указано | сумма | 2006   |
| 4446                                                                                     | 673      | 2       | 49              | 74         | 5244  | 14 569 |

## Спорт
В городе базируется «одноимённый регбийный клуб».